# États généraux (France)
Pour les articles homonymes, voir États généraux.

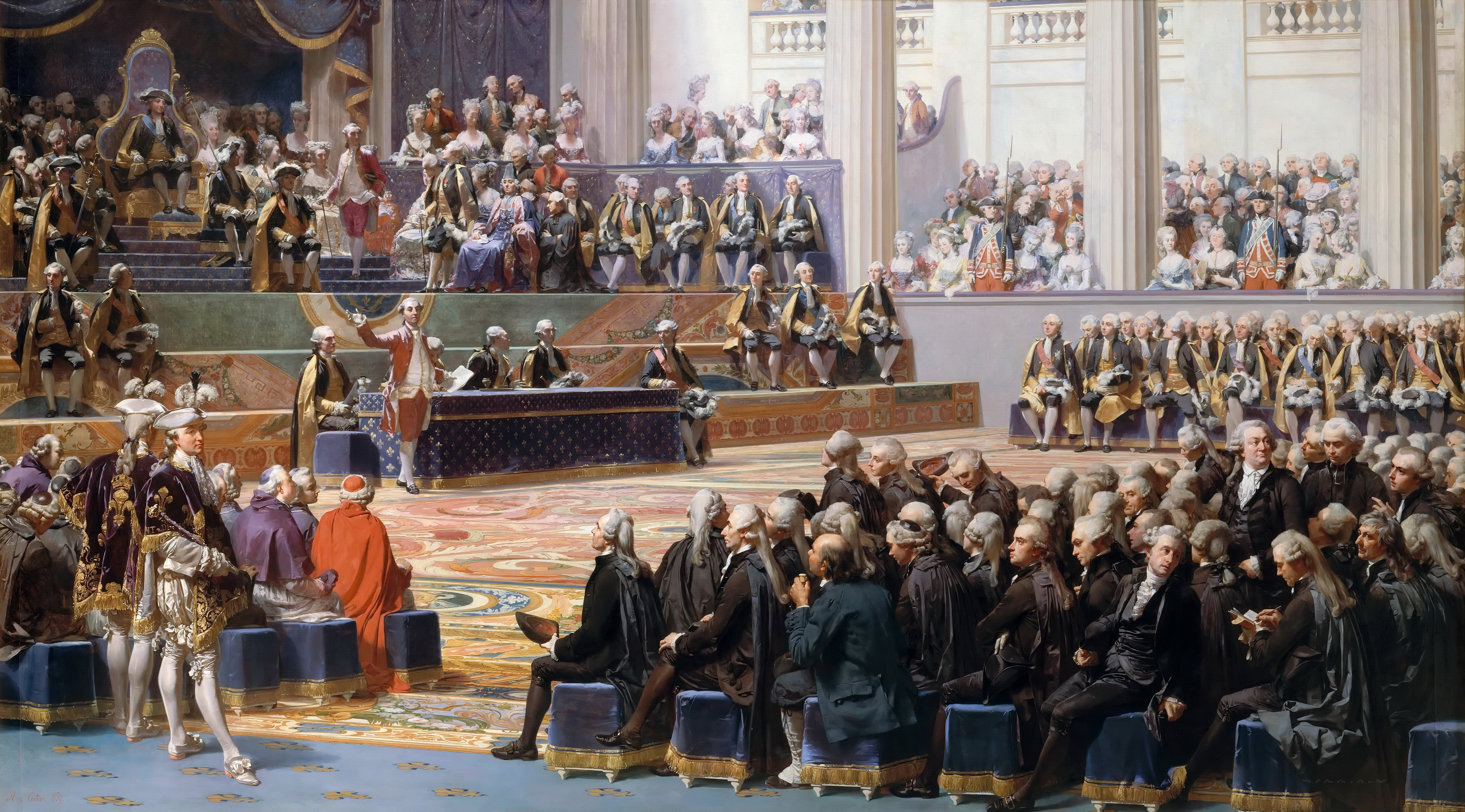
Tableau représentant l'ouverture des états généraux à Versailles le 5 mai 1789.

Dans le système politique du royaume de France, les états généraux du royaume (ou états généraux) étaient une assemblée réunissant les trois ordres (les états) de la société : la noblesse, le clergé et le Tiers état. Ils étaient convoqués, sur ordre du roi, dans des circonstances exceptionnelles (crise politique ou financière, guerre ou question diplomatique majeure). Cette assemblée était, entre autres, seule habilitée à réformer la fiscalité générale ou, dans une moindre mesure, à statuer sur des problèmes dynastiques, en vue de traiter la crise rencontrée.
L'institution est créée en 1302 par le roi Philippe le Bel pour donner une apparente légitimité à ses décisions, en réaction à la bulle Ausculta fili du pape Boniface VIII. À l'origine, ils réunissaient le clergé, la noblesse et la bourgeoisie des bonnes villes (que l'on nommera rétrospectivement, à partir de la Révolution, troisième état puis tiers état).
Cette sorte d'assemblée « nationale » avant l'heure est fondée sur les lois fondamentales du royaume de France selon lesquelles :
- les peuples de France ne sont pas tributaires mais libres ; aucune contribution ne peut être exigée d'eux sans leur consentement ;
- le gouvernement du roi se fait toujours par conseils (les états généraux étant le conseil le plus large qu'un souverain puisse réunir autour de lui).

Cette assemblée n'avait en revanche aucun rôle réglementaire ou juridictionnel : ces compétences relevaient des parlements avec lesquels elle ne doit pas être confondue, et qui n'avaient pas non plus de pouvoir législatif, lequel appartenait au roi. Les députés des états généraux, quel que soit leur ordre respectif, étaient investis d'un mandat impératif et non représentatif : ils étaient porteurs des doléances des habitants de leur circonscriptions (bailliages et sénéchaussées) et ne pouvaient nullement s'arroger le droit de parler en leur nom — règle que les députés des états généraux de 1789 n'ont pas respectée puisqu'ils se sont arrogé un mandat représentatif sans avoir été élus pour cela.
Ils se réunirent sur une période de 487 ans, jusqu'en 1789. Les derniers états réunis, convoqués le 5 mai 1789 par Louis XVI pour résoudre la crise financière due aux dettes du royaume, évoluèrent, à la suite du serment du Jeu de paume et à la réunion des trois ordres le 27 juin, en une Assemblée nationale constituante qui décida de rédiger une Constitution écrite qui marqua le commencement de la Révolution française.
Ce coup de force politique ne vint pas de nulle part et résulta de propositions déjà avancées : en 1789, le comte d'Artois, frère du roi Louis XVI (futur Charles X) proposa que les états généraux devinssent permanents et ne se séparassent plus, formant ainsi une sorte d'Assemblée nationale avant l'heure, mais où les trois ordres resteraient séparés et la monarchie de droit divin ne serait pas remise en question. Cependant, les députés du tiers état en ont jugé autrement.
La même institution est apparue dans les nations des ducs de Bourgogne Philippe le Bon et Charles le Téméraire — groupant la Bourgogne, la Franche-Comté et les Pays-Bas du Nord et du Sud — et a été prolongée sous leur héritier Charles Quint, avant de connaître une division à l'époque de Guillaume le Taciturne durant la guerre de Quatre-Vingts Ans (1568-1648), certaines provinces du Sud des Pays-Bas finissant par être soumises au royaume de France.

## Fonction institutionnelle et politique des états généraux dans le royaume
L'assemblée des états généraux était composée de députés des différents états provinciaux répartis selon les trois ordres, c'est-à-dire la noblesse, le clergé et le tiers état qui représentaient respectivement les habitants des seigneuries laïques, ecclésiastiques et urbaines de leurs provinces respectives.
Le clergé de France avait lui aussi, par ailleurs, des privilèges particuliers et locaux (les municipalités de chaque ville et leurs privilèges particuliers).
L'élection des députés de chaque province aux états généraux se faisait par une élection au sein d'assemblées primaires provinciales, elles-mêmes séparées en trois collèges correspondant aux trois ordres. Les membres de ces assemblées primaires étaient pour la noblesse des représentants de toutes les familles maintenues, pour le clergé les titulaires des principaux sièges ecclésiastiques ou abbatiaux, et pour le tiers-état les représentants des villes ayant un consulat ou un échevinage.
La décision se prenait par un débat, puis par un vote par ordre, chacun d'eux disposant d'une seule voix ; elle portait d'une part sur l'importance globale de l'aide en hommes de guerre et en monnaie, ensuite sur la répartition de ces aides entre chacune des provinces. Celles-ci convoquaient ensuite une assemblée provinciale pour répartir la levée en hommes et en deniers entre les différentes villes ou seigneuries de la campagne selon une procédure qui était différente selon qu'il s'agissait de pays d'états ou d'élection.
Lorsque la contribution financière du pays était directe, elle était ensuite répartie entre les différentes paroisses (qu'elles relevassent d'un fief ecclésiastique, noble ou urbain), puis dans chaque paroisse entre les différentes familles d'habitants.
À partir de 1484, les ordres du jour étaient préalablement établis sous forme de doléances des autorités locales et provinciales recueillis dans des cahiers de doléances.

## Liste

### Moyen Âge
Ce paragraphe, dans son état actuel, ne permet pas de définir de manière sûre le nombre de convocations.
| Environnement                                          | Règne             | Ligne | Convocateur                                               | Cause | Résultat | Caractéristiques | Dates et lieux                                                                     |
| ------------------------------------------------------ | ----------------- | ----- | --------------------------------------------------------- | --- | --- | --- | ---------------------------------------------------------------------------------- |
| Affermissement du pouvoir royal. Questions financières | Philippe IV       | 1     | Philippe IV le Bel                                        | Différend avec le pape Boniface VIII sur l'indépendance du pouvoir royal.                                                                   | Soutien au roi. La bulle Unam Sanctam est brûlée. | Succès de cette méthode. | Le 23 mars 1302 ou 10 avril 1302 à la cathédrale Notre-Dame de Paris. voir détails |
| Affermissement du pouvoir royal. Questions financières | Philippe IV       | 2     |                                                           | | Guillaume de Nogaret est chargé d'organiser un concile pour juger le pape. | | 14 juin 1303, palais du Louvre de Paris. voir détails                              |
| Affermissement du pouvoir royal. Questions financières | Philippe IV       | 3     | Philippe IV                                               | Au sujet de l'abolition de l'ordre du Temple.                                                                                               | | | 1308 à Poitiers puis Tours. voir détails                                           |
| Affermissement du pouvoir royal. Questions financières | Philippe IV       | 4     |                                                           | Relatif à l'ordre du Temple. | | | 1312 à Lyon.                                                                       |
| Affermissement du pouvoir royal. Questions financières | Philippe IV       | 5     |                                                           | Levée de l'impôt des tailles. | | | 1313 à Paris. voir détails                                                         |
| Affermissement du pouvoir royal. Questions financières | Philippe IV       | 6     |                                                           | Le roi veut des subsides pour la guerre des Flandres.                                                                                       | | | 1er août 1314 dans la cour du Palais de justice de Paris. voir détails             |
| Affermissement du pouvoir royal. Questions financières | Philippe V        | 7     |                                                           | Succession de Louis X. | Le principe de masculinité devient l'élément essentiel pour la succession au trône de France. Il profite à Philippe V contre Jeanne II de Navarre et Eudes IV de Bourgogne. | | 2 février 1317 voir détails                                                        |
| Affermissement du pouvoir royal. Questions financières | Philippe V        | 8     |                                                           | | | Affaire des monnaies | 1320 à Pontoise. voir détails                                                      |
| Affermissement du pouvoir royal. Questions financières | Philippe V        | 9     |                                                           | Monnaies, poids et mesures, domaine royal, croisades.                                                                                       | | | Juin 1321 à Poitiers. voir détails                                                 |
| Affermissement du pouvoir royal. Questions financières | Charles IV le Bel | 10    |                                                           | Nouvel impôt. | Échec. | | 1322 voir détails                                                                  |
| Affermissement du pouvoir royal. Questions financières | Charles IV le Bel | 11    |                                                           | Au sujet de la reprise de la guerre avec l'Angleterre.                                                                                      | | Le tiers état est réparti en assemblées provinciales. | 1326 à Meaux. voir détails                                                         |
| Gestion des crises pendant la guerre de Cent Ans.      | Philippe VI       | 12    |                                                           | | | | 1343 voir détails                                                                  |
| Gestion des crises pendant la guerre de Cent Ans.      | Philippe VI       | 13    |                                                           | | Vote d'impôts (aides). | | 2 février 1346 à Paris et 15 février 1346 à Toulouse. voir détails                 |
| Gestion des crises pendant la guerre de Cent Ans.      | Jean II           | 14    |                                                           | | Vote de la gabelle et d'un autre impôt sur les ventes de marchandises le 1er mars 1356. Le 28 décembre 1355 puis le 24 mars 1356, vote de la grande ordonnance de 1357 qui limite les pouvoirs du roi de France.                                                                        | | 2 décembre 1355 à Paris et 24 mars 1356 à Toulouse. voir détails pour 1355 et 1356 |
| Gestion des crises pendant la guerre de Cent Ans.      | Jean II           | 15    |                                                           | | Vote des subsides et traite de la délivrance du roi Jean II prisonnier depuis 1356. | Près de 800 délégués dont 400 pour le tiers état. Rôle d'Étienne Marcel à la tête des bonnes villes. | 15 octobre 1356 au 3 novembre 1356 à Paris. voir détails                           |
| Gestion des crises pendant la guerre de Cent Ans.      | Jean II           | 16    | Lieutenant général du royaume, le dauphin Charles V       | Finances Situation politique | Vote des subsides et traite de la délivrance du roi Jean II prisonnier depuis 1356. Refus de nouvel impôt. Le 3 mars 1357 promulgation de la grande ordonnance de 1357. | Rôle d'Étienne Marcel et de Charles le Mauvais. | 13 janvier 1357 à Paris. voir détails                                              |
| Gestion des crises pendant la guerre de Cent Ans.      | Jean II           | 17    |                                                           | | | | 4 mai 1358 à Compiègne. voir détails                                               |
| Gestion des crises pendant la guerre de Cent Ans.      | Jean II           | 18    |                                                           | | | | 1359 voir détails                                                                  |
| Gestion des crises pendant la guerre de Cent Ans.      | Jean II           | 19    |                                                           | | | | 1363 voir détails                                                                  |
| Gestion des crises pendant la guerre de Cent Ans.      | Charles V         | 20    |                                                           | | Approbation de la guerre contre l'Angleterre. | | 1369 à Paris. voir détails                                                         |
| Gestion des crises pendant la guerre de Cent Ans.      | Charles VI        | 21    |                                                           | | Suppression des impôts (aides) mais vote de subsides spéciaux au début de décembre. Les fouages sont rétablis en mars 1381. | | 14 novembre 1380 à Paris. voir détails                                             |
| Gestion des crises pendant la guerre de Cent Ans.      | Charles VI        | 22    |                                                           | | | | 30 janvier 1413 à l'hôtel Saint-Pol de Paris. voir détails                         |
| Gestion des crises pendant la guerre de Cent Ans.      | Charles VI        | 23    |                                                           | Ratifier le traité de Troyes. Voter un subside sous l'empire des menaces du roi Henri V d'Angleterre.                                       | | | 1er décembre 1420 à l'hôtel Saint-Pol de Paris. voir détails                       |
| Gestion des crises pendant la guerre de Cent Ans.      | Charles VII       | 24    |                                                           | | Permanence des armées et des aides, négociations avec l'Angleterre. | | octobre et novembre 1439 à Orléans. voir détails                                   |
| Gestion des crises pendant la guerre de Cent Ans.      | Charles VII       | 25    |                                                           | | | | 1448 à Bourges. voir détails                                                       |
| Assemblée consultative                                 | Louis XI          | 26    |                                                           | | Opposition au démembrement de la Normandie pour le frère du roi. L'apanage des princes ne consiste désormais qu'en un revenu fixe de rente. | | du 6 avril 1468 au 14 avril 1468 à Tours. voir détails                             |
| Assemblée consultative                                 | Charles VIII      | 27    | Anne de Beaujeu sœur de Charles VIII, régente du Royaume. | Revendication de Louis II d'Orléans de la régence de Charles VIII au détriment d'Anne et Pierre de Beaujeu, pourtant désignés légitimement. | Célèbre discours « démocratique » de Philippe Pot. Le 20 février 1484, demande d'un état des dépenses et des recettes qui sera établi mais faux. Réduction de l'impôt taille. Le 14 mars 1484, suppression des indemnités journalières. Première évocation de l'idée du canal de Berry. | Premier rassemblement de tout le royaume et tous les corps sociaux désormais désignés par l'ordre et non plus la royauté. 285 délégués. Apparition du cahier de doléances. Désormais un lieu de rassemblement unique malgré la différence linguistique. | du 5 janvier 1484 au 14 mars 1484 à Tours. voir détails                            |

### Époque moderne
| Environnement                            | Règne      | Ligne     | Convocateur                                                     | Cause | Résultat | Caractéristiques | Dates et lieu |
| ---------------------------------------- | ---------- | --------- | --------------------------------------------------------------- | --- | --- | --- | --- |
| Guerres de religion                      | Charles IX | 28        | François II                                                     | Problèmes religieux et politiques.                                                                         | Prépare des lois commerciales qui resteront en vigueur jusqu'en 1789. | Convoqués par François II, ils se réunissent alors que celui-ci est déjà mort. Ils désignent Catherine de Médicis comme régente. Les questions religieuses seront débattues lors d'un prochain concile à la suite de la demande de Michel de L'Hospital. La reine n'autorise pas les discussions touchant aux limites du pouvoir. | du 13 décembre 1560 au 31 janvier 1561, salle construite à cet effet, à la place de l'Étape, à Orléans. voir détails |
| Guerres de religion                      | Charles IX | 29        | Catherine de Médicis, régente                                   | Demande de subsides.                                                                                       | | | du 1er août 1561 au 27 août 1561, à Pontoise. voir détails                                                           |
| Guerres de religion                      | Henri III  | 30        | Henri III                                                       | Questions financières et judiciaires.                                                                      | Révocation de l'édit de pacification accordé par Henri III aux huguenots protestants. Le roi ne s'oppose plus aux associations de défense catholique et s'en déclare le chef. Levée de l'impôt taille. | | du 6 décembre 1576 au 5 mars 1577, grande salle du château royal de Blois. voir détails                              |
| Guerres de religion                      | Henri III  | 31        | Henri III                                                       | Refus de subsides.                                                                                         | Les ligueurs veulent obtenir le contrôle sur le conseil du roi pour faire succéder leur chef Henri Ier le Balafré, duc de Guise, au détriment d'Henri de Navarre. Le roi fait assassiner le duc de Guise puis son frère Louis de Lorraine, cardinal de Guise. | | du 16 octobre 1588 au 15 janvier 1589, grande salle du château royal de Blois. voir détails                          |
| Guerres de religion                      | Henri IV   | 32        | Candidat à la succession d'Henri III : Charles, duc de Mayenne. | Plusieurs candidats prétendent à la succession d'Henri III sous prétexte qu'Henri IV n'est pas catholique. | Conversion d'Henri IV au catholicisme le 25 juillet 1593. | Appelés « états de la Ligue ». 12 délégués des états et 8 représentants du roi. | du 26 janvier 1593 au 8 août 1593, à Paris. voir détails                                                             |
| Fin de l'institution des états généraux. | Louis XIII | 33        | Louis XIII                                                      | Écoute des plaintes des sujets pour affermir le pouvoir royal au début du règne.                           | Questions religieuses, fiscales et politiques. Demande le retranchement de l'impôt taille et la diminution des pensions, la réforme des universités et l'admission des jésuites dans l'université de Paris, le mariage du roi avec l'infante d'Espagne et d'Élisabeth avec le prince d'Espagne. Sont accordées, la publication du concile de Trente. Sont refusés la reconnaissance de la supériorité du roi à l'autorité papale et les jésuites refusent d'accepter le règlement l'université de Paris. L'abolition de l'impôt paulette pour la noblesse. | 150 membres du clergé, 132 de la noblesse, 182 du tiers-état. Avant-derniers états généraux convoqués par un roi. Débuts de l'absolutisme français. | du 27 octobre 1614 au 23 février 1615, salle du Petit-Bourbon, autrefois situé face au Louvre, à Paris. voir détails |
| Fin de l'institution des états généraux. | Louis XVI  |           |                                                                 | | | | |
| Fin de l'institution des états généraux. | 34         | Louis XVI | Déficit du budget.                                              | Réforme fondamentale du système social et administratif ; c’est la fin de l’Ancien Régime.                 | 291 députés du clergé, 270 de la noblesse, 578 du tiers-état. Union des trois ordres en une unique assemblée nationale qui siègera dans la salle de Jeu de paume dès la fermeture de l'hôtel des Menus-Plaisirs le 20 juin 1789 | le 5 mai 1789, « salle des trois ordres », aménagée dans l'hôtel des Menus-Plaisirs de Versailles. voir détails | |

### Autres tentatives de convocation des États généraux
- La Fronde tenta en vain d'imposer une convocation des états généraux.
- Le 15 mai 1614, la Régente promet une convocation des états généraux à Sens.
- En septembre 1631, Louis XIII promettait de réunir les états tous les ans.
- Louis de Rohan voulut renverser le roi Louis XIV en 1674 et convoquer des états généraux.

### Événements importants
- Vote de subsides.
- Promulgation de la grande ordonnance en 1357.
- Traité de Troyes en 1420.
- Révocation de l'édit de pacification des huguenots ; déclaration du roi comme chef de la ligue catholique en 1576.
- Contestation en 1789.

### Modification des règles
- Plus ouvert au peuple en 1484

## États généraux de la Renaissance française (1945)
Des États généraux de la Renaissance française eurent lieu du 10 au 14 juillet 1945, précédés par la rédaction des « cahiers de doléances d'associations, de corporations, de syndicats, de chambre de commerce, des cantons, des communes, du comité départemental de Libération, des comités locaux de Libération ».

#### Ouvrages anciens
- 1860 - Edgard Boutaric, Les premiers états généraux (1302-1314), vol. 21, Librairie Droz, 1860 (ISSN 0373-6237 et 1953-8138, OCLC 637560924, BNF 13757167, DOI 10.3406/BEC.1860.445698), p. 1-37.
- Anonyme, Instruction sur les Assemblées nationales, tant générales que particulières, depuis le commencement de la monarchie jusqu'à nos jours : avec le détail du cérémonial, observé dans celle d'aujourd'hui, Paris, Chez Royer, coll. « Les archives de la Révolution française », 1787, 192 p. (lire en ligne).
- Marie-Nicolas Bouillet  et Alexis Chassang (dir.), « États généraux » dans Dictionnaire universel d’histoire et de géographie, 1878 (lire sur Wikisource).
- Auguste-Aimé Boullée, Histoire complète des États-généraux et autres assemblées représentatives de la France, depuis 1302 jusqu'en 1626, Paris, Langlois et Leclercq, 1845, 717 p. : volume 1, volume 2.
- Georges Picot, Histoire des États généraux : considérés au point de vue de leur influence sur le gouvernement de la France de 1355 à 1614, Genève, Mégariotis reprints, 1872, 2 140 : tome 1, tome 2, tome 3, tome 4.
- Edme-Jacques-Benoît Rathery, Histoire des États généraux de France, suivie d'un examen comparatif de ces assemblées et des Parlements d'Angleterre, ainsi que des causes qui les ont empêchées de devenir, comme ceux-ci, une institution régulière, Paris, Cosse et N. Delamotte, 1845, 470 p. (lire en ligne).
- Julien Théry-Astruc, « Les « États généraux » de Lyon en 1312 : Philippe le Bel convoque les consuls de Périgueux », dans Lyon, entre Empire et royaume (843-1601). Textes et documents, dir. A. Charansonnet, J.-L. Gaulin, P. Mounier, S. Rau, Classiques Garnier, 2015, p. 375-379, disponible en ligne.
- Antoine-Claire Thibaudeau, Histoire des États généraux et des institutions représentatives en France, depuis l'origine de la monarchie jusqu'à 1789, Paris, Paulin, 1843, 1 042 : volume 1, volume 2.

#### Études historiques
- Frédéric Bidouze, De Versailles à Versailles, 1789 (vol.1). Les États généraux: concorde, discorde et Révolution. Itinéraire historique, Pau, Périégète, 2018,  (ISBN 979-1090161184)
- Frédéric Bidouze, Littérature et États généraux (1788-1789). Vol. 1. Politique: préludes à la gauche et à la droite, Pau, PUPPA, 2023, 125 p.
- Frédéric Bidouze, Littérature et États généraux (1788-1789). Vol. 2. Progrès: des œuvres, Pau, Puppa, 2024, 202 p.  (ISBN 978-2-35311-177-0)
- Neithard Bulst, "Vers les États modernes : le tiers état aux États généraux de Tours en 1484", dans Représentation et vouloir politiques autour des États généraux de 1614, éd. Roger Chartier, Denis Richet, Paris, EHESS, 1982, p. 11-23.
- Neithard Bulst, "Les députés aux États généraux de France de 1468 à 1484", Mélanges de l'École française de Rome, Moyen Âge, 100/1, 1988, p. 265-272, disponible en ligne sur le site Persée. fr.
- Roger Chartier, « À propos des États généraux de 1614 », Revue d'histoire moderne et contemporaine, t. 23,‎ janvier-mars 1976, p. 68-79 (lire en ligne).
- Jacques Krynen, "Réflexion sur les idées politiques aux États Généraux de Tours de 1484", Revue historique de droit français et étranger, 62/2, 1984, p.183-204.
- Jacques Krynen, "La représentation politique dans l’ancienne France : l’expérience des États généraux", Droits. Revue française de théorie juridique, 6, 1987 , p. 30-44.
- Soule Claude, Les États généraux de France (1302-1789). Étude historique, comparative et doctrinale. Préface de P.-C. Timbal. Études présentées à la Commission internationale pour l'histoire des assemblées d’États. 1968.
- Julien Théry, « Moyen Âge », dans Pascal Perrineau et Dominique Reynié (dir.), Dictionnaire du vote, Paris, Presses universitaires de France, 2001, p. 667-678 Disponible en ligne sur le site Academia.edu.